# Puchar Zdobywców Pucharów (1978/1979)
XIX Puchar Europy Zdobywców Pucharów 1978/1979

(ang. European Cup Winners' Cup)

## 1/16 finału
| Floriana FC - Inter Mediolan 1:3 i 0:5 1 13.09 1978 0:1 Altobelli 14, 1:1 Xuereb 48k, 1:2 Altobelli 83k, 1:3 Altobelli 90 (mecz w Gzirze) 2 27.09 1978 0:1 Muraro 32, 0:2 Chierico 33, 0:3 Fedele 68, 0:4 Muraro 70, 0:5 Fedele 89 |
| Knattspyrnufélagið Valur - 1. FC Magdeburg 1:1 i 0:4 1 13.09 1978 1:0 Albertsson 70k, 1:1 Steinbach 88 2 27.09 1978 0:1 Seguin 6, 0:2 Steinbach 45, 0:3 Honmann 48, 0:4 Streich 70                                                 |
| Sporting CP - Baník Ostrawa 0:1 i 0:1 1 13.09 1978 0:1 Antalik 30 2 27.09 1978 0:1 Lička 88 |
| SK Beveren - Ballymena United 3:0 i 3:0 1 13.09 1978 1:0 Albert 7, 2:0 Stevens 29, 3:0 Schönenberger 60 2 27.09 1978 1:0 Janssens 53, 2:0 Wissmann 61, 3:0 Janssens 78                                                             |
| Ferencvárosi TC - Kalmar FF 2:0 i 2:2 1 13.09 1978 1:0 Nyilasi 16, 2:0 Major 43 2 27.09 1978 0:1 Magnusson 19k, 0:2 Nyberg 27, 1:2 Ebedli 78, 2:2 Szokolai 80                                                                      |
| Marek Stanke Dimitrow - Aberdeen F.C. 3:2 i 0:3 1 13.09 1978 0:1 Jarvie 6, 1:1 W. Petrow 67, 2:1 I. Petrow 70, 2:2 Harper 76, 3:2 I. Petrow 89 2 27.09 1978 0:1 Strachan 63, 0:2 Jarvie 78, 0:3 Harper 81                          |
| FC Barcelona - Szachtar Donieck 3:0 i 1:1 1 13.09 1978 1:0 Krankl 1, 2:0 Migueli 6, 3:0 Sánchez 24 2 27.09 1978 0:1 Reznik 1, 1:1 Krankl 34                                                                                        |
| PAOK FC - Servette FC 2:0 i 0:4 1 13.09 1978 1:0 Kermanidis 77, 2:0 Sarafis 87 2 27.09 1978 0:1 Pfister 15, 0:2 Hamberg 76, 0:3 Elia 86, 0:4 Elia 89                                                                               |
| CS Universitatea Craiova - Fortuna Düsseldorf 3:4 i 1:1 1 13.09 1978 1:0 Camataru 13, 1:1 Zimmermann 24, 1:2 Fanz 36, 1:3 K. Allofs 50, 2:3 Crisan 81, 2:4 Fanz 87, 3:4 Camataru 89 2 27.09 1978 0:1 Bommer 38, 1:1 Marcu 68       |
| Zagłębie Sosnowiec - SSW Innsbruck 2:3 i 1:1 1 13.09 1978 1:0 Zarychta 13, 1:1 P. Koncilia 21, 1:2 Oberacher 38, 1:3 Braschler 81, 2:3 Szaryński 86 2 27.09 1978 0:1 Koterwa 11s, 1:1 Dworczyk 26                                  |
| AZ '67 - Ipswich Town 0:0 i 0:2 1 13.09 1978 2 27.09 1978 0:1 Mariner 3, 0:2 Wark 90k |
| Shamrock Rovers - APOEL FC 2:0 i 1:0 1 13.09 1978 1:0 Giles 44, 2:0 Lynnex 67 2 27.09 1978 1:0 Lynnex 88 |
| NK Rijeka - Wrexham 3:0 i 0:2 1 13.09 1978 1:0 Tomić 35, 2:0 Durkalić 43, 3:0 Čukrov 72 2 27.09 1978 0:1 McNeill 53, 0:2 Cartwright 64                                                                                             |
| FK Bodø/Glimt - Union Luxembourg 4:1 i 0:1 1 27.08 1978 0:1 Teitgen 1, 1:1 Hansen 72k, 2:1 Solhang 85, 3:1 Solhang 86, 4:1 Berg 88 2 12.09 1978 0:1 Teitgen 11                                                                     |
| Boldklubben Frem - AS Nancy 2:0 i 0:4 1 27.08 1978 1:0 Jacobsen 20, 2:0 Hennig Hansen 80 2 12.09 1978 0:1 Curbelo 2, 0:2 Jeannol 62, 0:3 Jeannol 77, 0:4 Zenier 87                                                                 |
| Wolny los: RSC Anderlecht |

## 1/8 finału
| Servette FC - AS Nancy 2:1 i 2:2 1 18.10 1978 1:0 Hamberg 28, 1:1 Rubio 35, 2:1 Barberis 58 2 01.11 1978 1:0 Elia 68, 1:1 Zenier 70k, 2:1 Schnyder 76, 2:2 Umpierrez 90                                      |
| Baník Ostrawa - Shamrock Rovers 3:0 i 3:1 1 18.10 1978 1:0 Knapp 5, 2:0 Radimec 30, 3:0 Rygi 50 2 01.11 1978 1:0 Lička 37, 2:0 Albrecht 46, 2:1 Giles 59, 3:1 Lička 66                                       |
| Ipswich Town - SSW Innsbruck 1:0 i 1:1 (dog) 1 18.10 1978 1:0 Wark 60k 2 01.11 1978 0:1 Oberacher 75, 1:1 Burley 100                                                                                         |
| RSC Anderlecht - FC Barcelona 3:0 i 0:3 (dog), karne 1:4 1 18.10 1978 1:0 F.van der Elst 19, 2:0 Coeck 48, 3:0 F.van der Elst 67 2 01.11 1978 0:1 Krankl 8, 0:2 Heredia 44, 0:3 Zuviria 86                   |
| Inter Mediolan - FK Bodø/Glimt 5:0 i 2:1 1 18.10 1978 1:0 Beccalossi 25, 2:0 Beccalossi57, 3:0 Altobelli 60, 4:0 Altobelli 86, 5:0 Muraro 88 2 25.10 1978 0:1 Hansen 40, 1:1 Altobelli 45k, 2:1 Scanziani 56 |
| Fortuna Düsseldorf - Aberdeen F.C. 3:0 i 0:2 1 18.10 1978 1:0 Günther 14, 2:0 Günther 58, 3:0 Zimmermann 83 2 01.11 1978 0:1 McClelland 54, 0:2 Jarvie 57                                                    |
| NK Rijeka - SK Beveren 0:0 i 0:2 1 18.10 1978 2 01.11 1978 0:1 Baecke 20, 0:2 Baecke 65 |
| 1. FC Magdeburg - Ferencvárosi TC 1:0 i 1:2 1 18.10 1978 1:0 Streich 67 2 01.11 1978 1:0 Stahmann 4, 1:1 Pusztai 9, 1:2 Szokolai 26                                                                          |

## 1/4 finału
| Inter Mediolan - SK Beveren 0:0 i 0:1 1 07.03 1979 2 21.03 1979 0:1 Stevens 85 |
| Fortuna Düsseldorf - Servette FC 0:0 i 1:1 1 07.03 1979 2 21.03 1979 1:0 Bommer 4, 1:1 Andrey 81 |
| Ipswich Town - FC Barcelona 2:1 i 0:1 1 07.03 1979 1:0 Gates 51, 1:1 Esteban 53, 2:1 Gates 54 2 21.03 1979 0:1 Migueli 39                                                                                       |
| 1. FC Magdeburg - Baník Ostrawa 2:1 i 2:4 1 07.03 1979 1:0 Streich 4, 2:0 Streich 30, 2:1 Antalik 51 2 21.03 1979 0:1 Rygi 15, 0:2 Albrecht 43, 0:3 Nemec 55, 1:3 Sparwasser 71, 2:3 Pommerenke 76, 2:4 Rygi 85 |

## 1/2 finału
| Fortuna Düsseldorf - Baník Ostrawa 3:1 i 1:2 1 11.04 1979 0:1 Nemec 11, 1:1 K.Allofs 54, 2:1 K.Allofs 66, 3:1 Th.Allofs 90 2 25.04 1979 1:0 Zewe 31, 1:1 Lička 65, 1:2 Antalik 89 |
| FC Barcelona - SK Beveren 1:0 i 1:0 1 11.04 1979 1:0 Rexach 66k 2 25.04 1979 1:0 Krankl 89k                                                                                       |

## Finał
| 16 maja 1979 Bazylea St. Jakob-Stadion (58 500) FC Barcelona - Fortuna Düsseldorf 4:3 (2:2, 2:2) Sędzia: Károly Palotai (Węgry) Bramki: 1:0 José Vicente Sánchez 5, 1:1 Thomas Allofs 8, 2:1 Juan Manuel Asensi 34, 2:2 Wolfgang Seel 42, 3:2 Carles Rexach 103, 4:2 Hans Krankl 111, 4:3 Wolfgang Seel 114 (w 11 minucie rzut karny wykonywany przez Rexacha obronił bramkarz Fortuny Daniel) Futbol Club Barcelona (trener Joaquim Rifé): Pedro María Artola - Rafael Zuviria, Miguel Blanqueti "Migueli", Enrique Costas (65 Francisco Martínez), Joaquin Albaladejo (57 Antonio de la Cruz), Johan Neeskens, Juan Manuel Asensi (kapitan), Carles Rexach, José Vicente Sánchez, Hans Krankl, José Francisco Carrasco Düsseldorfer Turn- und Sportverein Fortuna 1895 (trener Hans-Dieter Tippenhauer): Jörg Daniel - Gerd Zewe (kapitan), Dieter Brei (25 Josef Weikl), Gerd Zimmermann (83 Fleming Lund), Heiner Baltes, Egon Köhnen, Rudolf Bommer, Hubert Schmitz, Thomas Allofs, Klaus Allofs, Wolfgang Seel |